# Обрівська сільська рада
Обрівська сільська́ ра́да (біл. Аброўскі сельсавет) — адміністративно-територіальна одиниця у складі Івацевицького району Берестейської області Білорусі. Адміністративний центр та єдиний населений пункт — село Оброво.

## Склад
Населені пункти, що підпорядковувалися сільській раді станом на 2009 рік:
| Населений пункт | Тип  | Населення, осіб (2009) |
| --------------- | ---- | ---------------------- |
| Оброво          | село | 1110                   |

## Населення
За переписом населення Білорусі 2009 року чисельність населення сільської ради становила 1110 осіб.

### Національність
Розподіл населення за рідною національністю за даними перепису 2009 року:
| Національність | Осіб | Відсоток |
| -------------- | ---- | -------- |
| білоруси       | 1069 | 96,31 %  |
| росіяни        | 25   | 2,25 %   |
| українці       | 7    | 0,63 %   |
| поляки         | 6    | 0,54 %   |
| молдовани      | 2    | 0,18 %   |
| узбеки         | 1    | 0,09 %   |
| Разом          | 1110 | 100 %    |